# アトレティコ・マドリードの監督一覧
アトレティコ・マドリードの監督一覧（アトレティコ・マドリードのかんとくいちらん）は、アトレティコ・マドリードの指揮を取った監督の一覧。

## 監督一覧

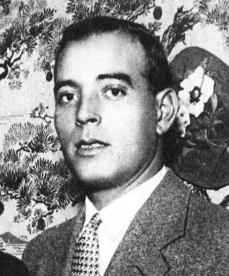
リカルド・サモラはクラブ史上初めてとなるラ・リーガ優勝を成し遂げた。
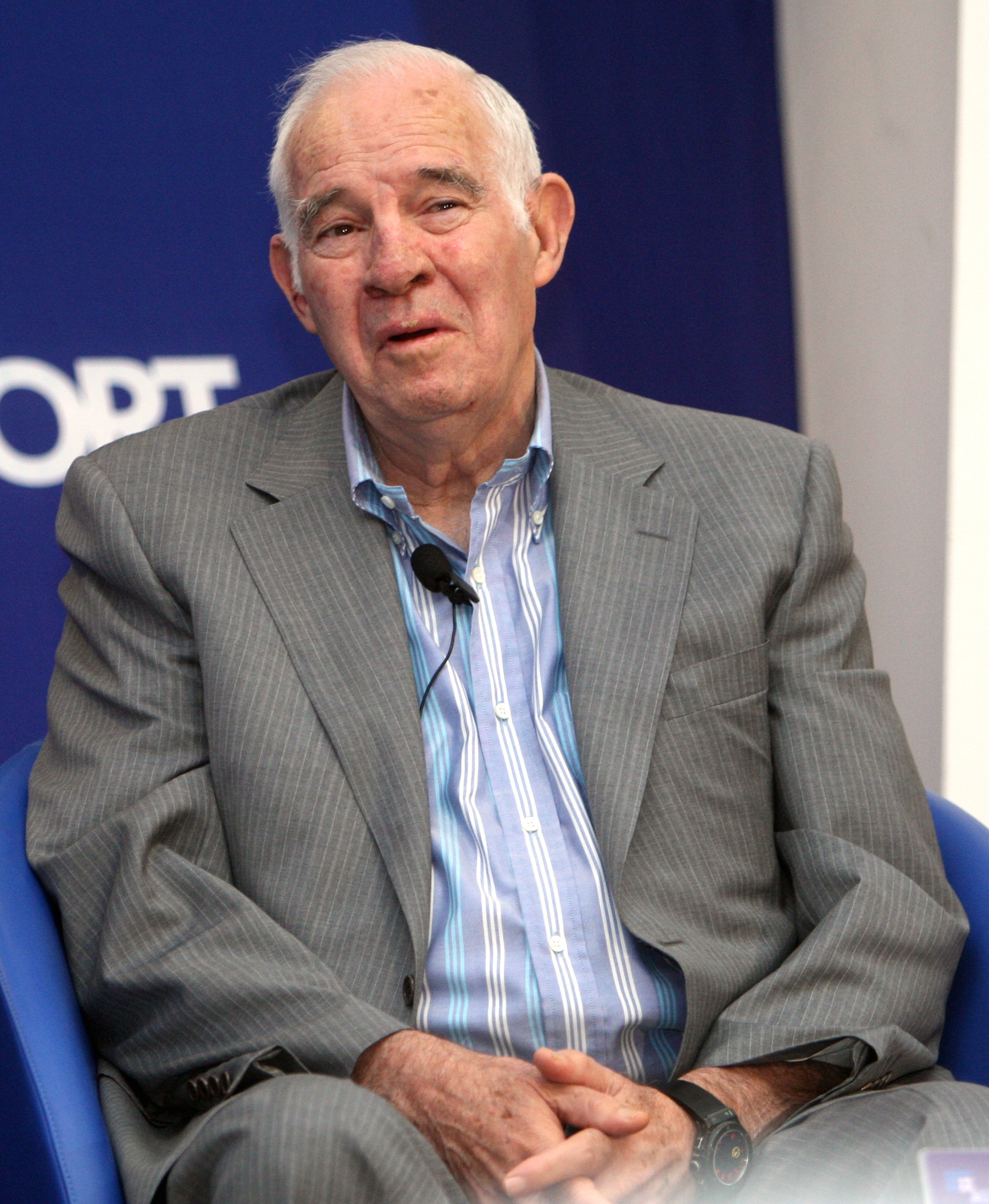
ルイス・アラゴネスは歴代最多となる612試合の指揮を執った。
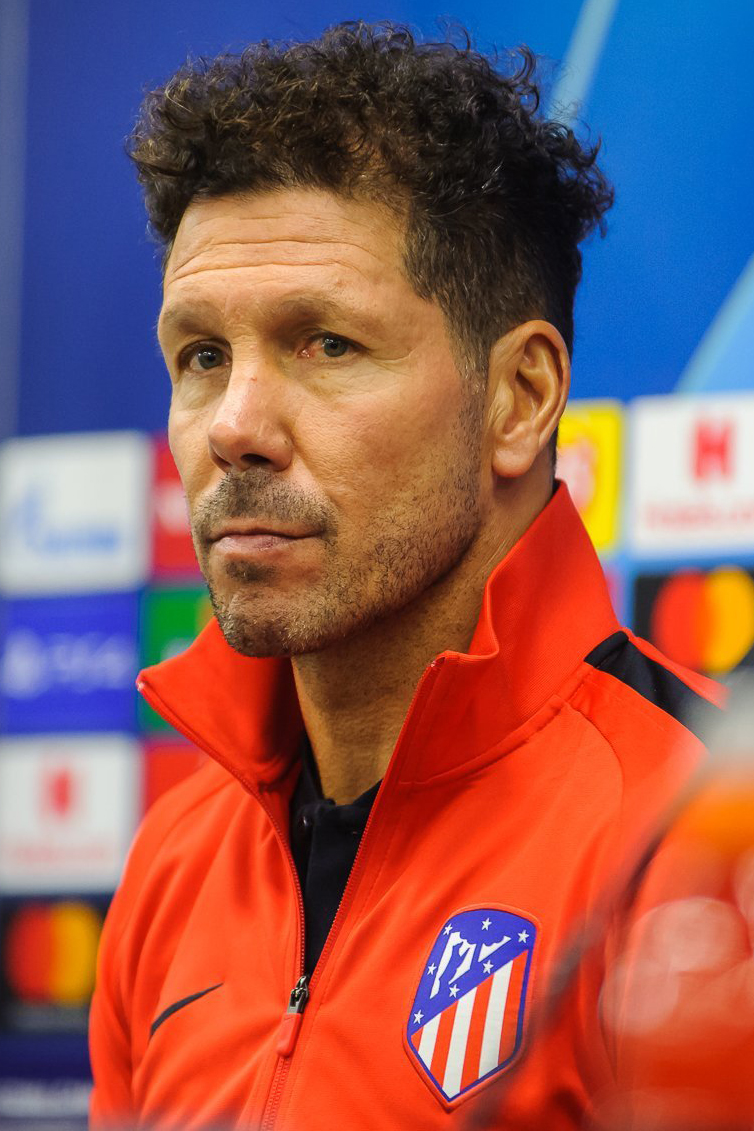
ディエゴ・シメオネはクラブ史上最多となる7つのタイトルを獲得した。

1928年にラ・リーガが開催されるまでは、主にコパ・デル・レイとカンペオナト・レヒオナル・セントロの2つの公式大会に参加していた。また、マドリード州に本拠地を置くクラブのみが参加する不定期大会のコパ・フェデラシオン・セントロにも出場した記録がある。
1921年にカンペオナト・レヒオナル・セントロで優勝し、クラブ史上初めてのタイトルを獲得したその年から正式に監督を毎シーズン採用するようになり、記念すべき初代監督はマヌエル・アンソレアガだった。この監督一覧では記録が残っているラ・リーガが開幕した1928年以降の監督を扱う。
| 氏名                           | 在籍年               | 備考 |
| ------------------------------ | -------------------- | --- |
| フレッド・ペントランド         | 1928年-1929年        | ラ・リーガ初開催時の監督、元フランス代表監督                                                                                                 |
| アンヘル・ロモ                 | 1929年-1930年        | |
| イェニー・ルドルフ             | 1930年-1932年1月     | 1931-32シーズンは開幕節から第5節までの指揮、元ハンガリー代表、元スポルティングCP監督                                                         |
| ハビエル・バローソ             | 1932年               | 元アトレティコ・マドリード会長、エスタディオ・ビセンテ・カルデロン設計者                                                                     |
| ウォルター・ハリス             | 1932年11月-12月      | |
| マヌエル・アナトル             | 1932年-1933年        | 元フランス代表 |
| アルカディオ・アルテアガ       | 1933年               | 1932-33シーズンの最終節のみ指揮 |
| フレッド・ペントランド         | 1933年-1935年        | 1928-29シーズンからの再任、1935-36シーズンは開幕から第2節までの指揮                                                                          |
| マルティン・マルクレタ         | 1935年11月-12月      | 第2節から第6節までの指揮 |
| ジョゼップ・サミティエール     | 1935年12月-1936年4月 | 第7節から最終節までの指揮、元スペイン代表、FCバルセロナ監督。                                                                                |
| スペイン内戦 (1936年-1939年)   |                      | |
| リカルド・サモラ               | 1939年-1940年        | 元スペイン代表、元スペイン代表監督。 |
| ラフエンテ                     | 1940年9月-12月       | 元スペイン代表。 |
| リカルド・サモラ               | 1940年-1946年        | 1939-40シーズン以来の再任。 |
| エミリオ・ビダル               | 1946年-1948年        | |
| リノ・タイオリ                 | 1948年-1949年        | 元ベネズエラ代表、元コロンビア代表監督、元FCポルト監督。                                                                                     |
| エレニオ・エレーラ             | 1949年-1953年        | 元FCバルセロナ監督、元インテル・ミラノ監督、元ASローマ監督。                                                                                 |
| ラモン・コロン                 | 1953年2月-10月       | |
| ジャシント・キンコセス         | 1953年-1955年        | 元スペイン代表、元スペイン代表監督。 |
| アントニオ・バリオス           | 1955年-1957年        | |
| フェルディナンド・ダウチーク   | 1957年-1959年        | 元チェコスロバキア代表、元スロバキア代表、元スロバキア代表監督。                                                                             |
| ホセ・ビジャロンガ             | 1959年11月-1961年    | 元レアル・マドリード監督、元スペイン代表監督。                                                                                               |
| ティンテ                       | 1961年-1963年12月    | |
| サビノ・バリナガ               | 1963年12月           | 元ナイジェリア代表監督、元モロッコ代表監督。                                                                                                 |
| ティンテ                       | 1963年12月           | 1961年から1963年12月の任期以来の再任。第13節と第14節のみの指揮。                                                                             |
| アドリアン・エスクデロ         | 1964年1月            | 第15節のみの指揮。 |
| サビノ・バリナガ               | 1964年1月-1964年6月  | 再任。第16節から最終節までの指揮。 |
| オットー・ブンベル             | 1964年-1965年        | 元コスタリカ代表監督。 |
| ドメネク・バルマーニャ         | 1965年-1966年        | 元FCバルセロナ監督、元スペイン代表監督。 |
| オットー・グローリア           | 1966年-1968年        | 元ポルトガル代表監督、元オリンピック・マルセイユ監督。                                                                                       |
| ミゲル・ゴンサレス             | 1968年3月-1969年     | 選手としても在籍 (1949年-1960年)、元スペイン代表。                                                                                           |
| マルセル・ドミンゴ             | 1969年-1971年10月    | 元フランス代表。 |
| マックス・メルケル             | 1971年11月-1973年    | 元オーストリア代表、元オランダ代表監督、元ボルシア・ドルトムント監督。                                                                       |
| フアン・カルロス・ロレンソ     | 1973年-1974年11月    | 選手としても在籍 (1954年-1957年) 元アルゼンチン代表監督、元SSラツィオ監督、元ASローマ監督。                                                  |
| ルイス・アラゴネス             | 1974年12月-1978年    | 選手としても在籍 (1969年-1974年)、元スペイン代表、元FCバルセロナ監督、元スペイン代表監督                                                     |
| エクトル・ヌニェス             | 1978年9月-10月       | 元ウルグアイ代表、元ウルグアイ代表監督 |
| ルイス・アラゴネス             | 1978年10月-11月      | 再任。第6節から第9節までの指揮 |
| スサ・フェレンツ               | 1978年11月-1979年    | 元ハンガリー代表 |
| ルイス・アラゴネス             | 1979年-1980年3月     | 3度目の就任。 |
| ヘスス・マルティネス・ハジョ   | 1980年3月            | 選手としても在籍 (1962年-1974年)、第26節のみの指揮。                                                                                         |
| マルセル・ドミンゴ             | 1980年3月-5月        | 再任。第27節から第34節までの指揮 |
| ガルシア・トレイド             | 1980年-1981年        | |
| カレイガ                       | 1981年9月-11月       | 1981-82シーズンの第1節から第11節までの指揮。                                                                                                 |
| ガルシア・トレイド             | 1981年11月-1982年    | 1980-81シーズン以来の再任、1981-82シーズンの第11節から最終節までの指揮。                                                                     |
| ルイス・アラゴネス             | 1982年-1986年        | 4度目の就任。 |
| ビセンテ・ミエラ               | 1986年8月-11月       | 1986-87シーズンの開幕節から第13節までの指揮、元スペイン代表監督。                                                                            |
| ヘスス・マルティネス・ハジョ   | 1986年11月-1987年2月 | 1980年3月以来の再任、1986-87シーズンの第14節から第25節までの指揮。                                                                           |
| ルイス・アラゴネス             | 1987年2月-6月        | 5度目の就任。 |
| セサル・ルイス・メノッティ     | 1987年-1988年3月     | 1987-88シーズンの開幕節から第29節までの指揮、元アルゼンチン代表、元アルゼンチン代表監督、元FCバルセロナ監督。                                |
| ホセ・ウファルテ               | 1988年3月-4月        | 選手としても在籍 (1964年-1974年)、1987-88シーズンの第30節から第32節までの指揮、元スペイン代表、元Bチーム監督。                               |
| アントニオ・ブリオネス         | 1988年4月-5月        | 1987-88シーズンの第33節から最終節までの指揮                                                                                                  |
| ホセ・マリア・マグレギ         | 1988年-1988年10月    | 1988-89シーズンの開幕節から第5節までの指揮、元スペイン代表                                                                                   |
| アントニオ・ブリオネス         | 1988年10月           | 1988年4月-5月以来の再任、1988-89シーズンの第6, 7節のみの指揮                                                                                 |
| ロン・アトキンソン             | 1988年10月-1989年1月 | 1988-89シーズンの第8節から第19節までの指揮、元マンチェスター・ユナイテッドFC監督                                                             |
| コリン・アディソン             | 1989年1月-6月        | 1988-89シーズンの第20節から第36節までの指揮                                                                                                  |
| アントニオ・ブリオネス         | 1989年6月            | 3度目の就任、1988-89シーズンの第37, 最終節のみの指揮                                                                                         |
| ハビエル・クレメンテ           | 1989年-1990年2月     | 1889-90シーズンの開幕節から第27節までの指揮、元スペイン代表監督、元セルビア代表監督                                                          |
| アントニオ・ブリオネス         | 1990年3月            | 4度目の就任、1889-90シーズンの第28節のみの指揮                                                                                               |
| ホアキン・ペイロ               | 1990年3月-5月        | 選手としても在籍 (1954年-1962年)、1889-90シーズンの第29節から最終節までの指揮、元スペイン代表                                                |
| イセリン・サントス・オベレホ   | 1990年9月            | 1990-91シーズンの開幕節のみの指揮 |
| トミスラフ・イヴィッチ         | 1990年9月-1991年     | 1990-91シーズンの第2節から最終節までの指揮、元ユーゴスラビア代表監督、元AFCアヤックス監督、元パリ・サンジェルマンFC監督。                    |
| ルイス・アラゴネス             | 1991年-1993年1月     | 6度目の就任、1992-93シーズンは開幕節から第20節までの指揮。                                                                                   |
| イセリン・サントス・オベレホ   | 1993年2月            | 1990年9月以来の再任、1992-93シーズン第21節のみの指揮。                                                                                       |
| ホセ・オマル・パストリサ       | 1993年2月-3月        | 1992-93シーズンの第22節から第27節までの指揮、元アルゼンチン代表。                                                                            |
| ラモン・エレディア             | 1993年4月-6月        | 選手としても在籍 (1973年-1977年)、1992-93シーズンの第28節から最終節までの指揮、元アルゼンチン代表。                                          |
| ジャイール・ペレイラ           | 1993年9月-10月       | 1993-94シーズンの開幕節から第7節までの指揮。                                                                                                 |
| ラモン・エレディア             | 1993年10月-11月      | 1993年4月-6月以来の再任、1993-94シーズンの第8節から第11節までの指揮。                                                                        |
| エミリオ・クルス               | 1993年11月-1994年1月 | 1993-94シーズンの第12節から第19節までの指揮、元Bチーム監督。                                                                                 |
| ホセ・ルイス・ロメロ           | 1994年1月-2月        | 1993-94シーズンの第20節から第25節までの指揮。                                                                                                |
| イセリン・サントス・オベレホ   | 1994年2月-3月        | 3度目の就任、1993-94シーズンの第26節から第29節までの指揮。                                                                                   |
| ホルヘ・ダレッサンドロ         | 1994年3月-5月        | 1993-94シーズンの第30節から第38節までの指揮。                                                                                                |
| フランシスコ・マツラナ         | 1994年-1994年10月    | 1994-95シーズンの開幕節から第9節までの指揮、元コロンビア代表、元コロンビア代表監督。                                                         |
| ホルヘ・ダレッサンドロ         | 1994年11月-1995年2月 | 1994年3月-5月以来の再任、1994-95シーズンの第10節から第22節までの指揮。                                                                       |
| アルフィオ・バシーレ           | 1995年2月-6月        | 1994-95シーズンの第23節から第36節までの指揮、元アルゼンチン代表、元アルゼンチン代表監督。                                                    |
| カルロス・サンチェス・アギアル | 1995年6月            | 1994-95シーズンの第37, 38節のみの指揮、元Bチーム監督。                                                                                       |
| ラドミル・アンティッチ         | 1995年-1998年        | 元ユーゴスラビア代表、元レアル・マドリード監督、元FCバルセロナ監督、元セルビア代表監督                                                       |
| アリゴ・サッキ                 | 1998年-1999年2月     | 1998-99シーズンの開幕節から第22節までの指揮、元ACミラン監督、元イタリア代表監督。                                                            |
| カルロス・サンチェス・アギアル | 1999年2月-3月        | 1995年6月以来の再任、1998-99シーズンの第23節から第27節までの指揮                                                                             |
| ラドミル・アンティッチ         | 1999年4月-6月        | 1995年-1998年以来の再任、1998-99シーズンの第28節から最終節までの指揮                                                                         |
| クラウディオ・ラニエリ         | 1999年-2000年2月     | 1999-00シーズンの開幕節から第26節までの指揮、元チェルシーFC監督、元ユヴェントスFC監督、元ギリシャ代表監督。                                  |
| ラドミル・アンティッチ         | 2000年3月-5月        | 3度目の就任、1999-00シーズンの第27節から第37節までの指揮。                                                                                   |
| フェルナンド・サンブラーノ     | 2000年5月            | 1999-00シーズンの最終節のみ指揮、翌2000-01シーズンは開幕節から第5節までの指揮、元Bチーム監督。                                               |
| マルコス・アロンソ             | 2000年10月-2001年4月 | 選手としても在籍 (1979年-1982年, 1987年-1989年)、2000-01シーズンの第6節から第35節までの指揮、元スペイン代表。                                |
| カンタレロ                     | 2001年5月-6月        | 2000-01シーズンの第36節から最終節までの指揮、元Bチーム監督。                                                                                 |
| ルイス・アラゴネス             | 2001年-2003年        | 7度目の就任。 |
| グレゴリオ・マンサーノ         | 2003年-2004年        | |
| セサル・フェランド             | 2004年-2005年        | |
| カルロス・ビアンチ             | 2005年-2006年1月     | 2005-06シーズンの開幕節から第18節までの指揮、元アルゼンチン代表、元ASローマ監督                                                              |
| ホセ・ムルシア                 | 2006年1月-5月        | 2005-06シーズンの第19節から最終節までの指揮、元Bチーム監督。                                                                                 |
| ハビエル・アギーレ             | 2006年-2009年2月     | 2008-09シーズンは開幕節から第21節までの指揮、元メキシコ代表、元メキシコ代表監督、元日本代表監督。                                            |
| アベル・レシーノ               | 2009年2月-10月       | 2008-09シーズンは第22節から最終節までの指揮、翌2009-10シーズンは開幕節から第7節までの指揮 選手としても在籍 (1986年-1995年)、元スペイン代表。 |
| サンティ・デニア               | 2009年10月           | 選手としても在籍 (1995年-2004年)、2009-10シーズンの第7節のみ指揮、元スペイン代表。                                                           |
| キケ・フローレス               | 2009年10月-2011年    | 元スペイン代表。 |
| グレゴリオ・マンサーノ         | 2011年-2011年12月    | 2003年-2004年以来の再任、2011-12シーズンの第2節から第17節のみの指揮。                                                                        |
| ディエゴ・シメオネ             | 2012年1月-           | 選手としても在籍 (1994年-1997年, 2003年-2005年)、元アルゼンチン代表 2011-12シーズンは延期された第1節と第18節から最終節まで指揮。             |